# Präprophaseband
Beim Präprophaseband handelt es sich um eine Struktur, die sich während der Mitose kurzfristig auf der zukünftigen Zellteilungsebene bildet, aber vor dem Aufbau des Spindelapparats wieder abgebaut wird.
Es bildet sich nur bei Pflanzen in der Präprophase der Mitose. Es ist eines der ersten lichtmikroskopisch sichtbaren Zeichen für den Beginn der Mitose. Das Präprophaseband ist ein Gürtel aus corticalen Mikrotubuli und dazu parallel verlaufenden Aktinfilamenten, der die Zelle direkt unterhalb der Plasmamembran in der Zellrinde umzieht und die Lage der zukünftigen neuen Zellwand nach vollendeter Mitose und Cytokinese beschreibt. Mit der Bildung des Spindelapparats wird das Präprophaseband zurückgebildet. Die spätere Zellwand entsteht genau an dieser Stelle.